# 手絡
手絡（てがら）は日本髪を結う際に、髷に巻きつけるなどして飾る布のことをいう。古くは髷かけとも。
素材は、多くは縮緬、高級武士では錦、明治に入ってからは和紙を加工したものも登場した。
色彩には特に規定があったわけではないが、若い娘や若奥様は鹿の子絞りで装飾した赤や桃色の華やかな色、年配の婦人は無地の藤色や浅葱色など落ち着いた色をよく使った。

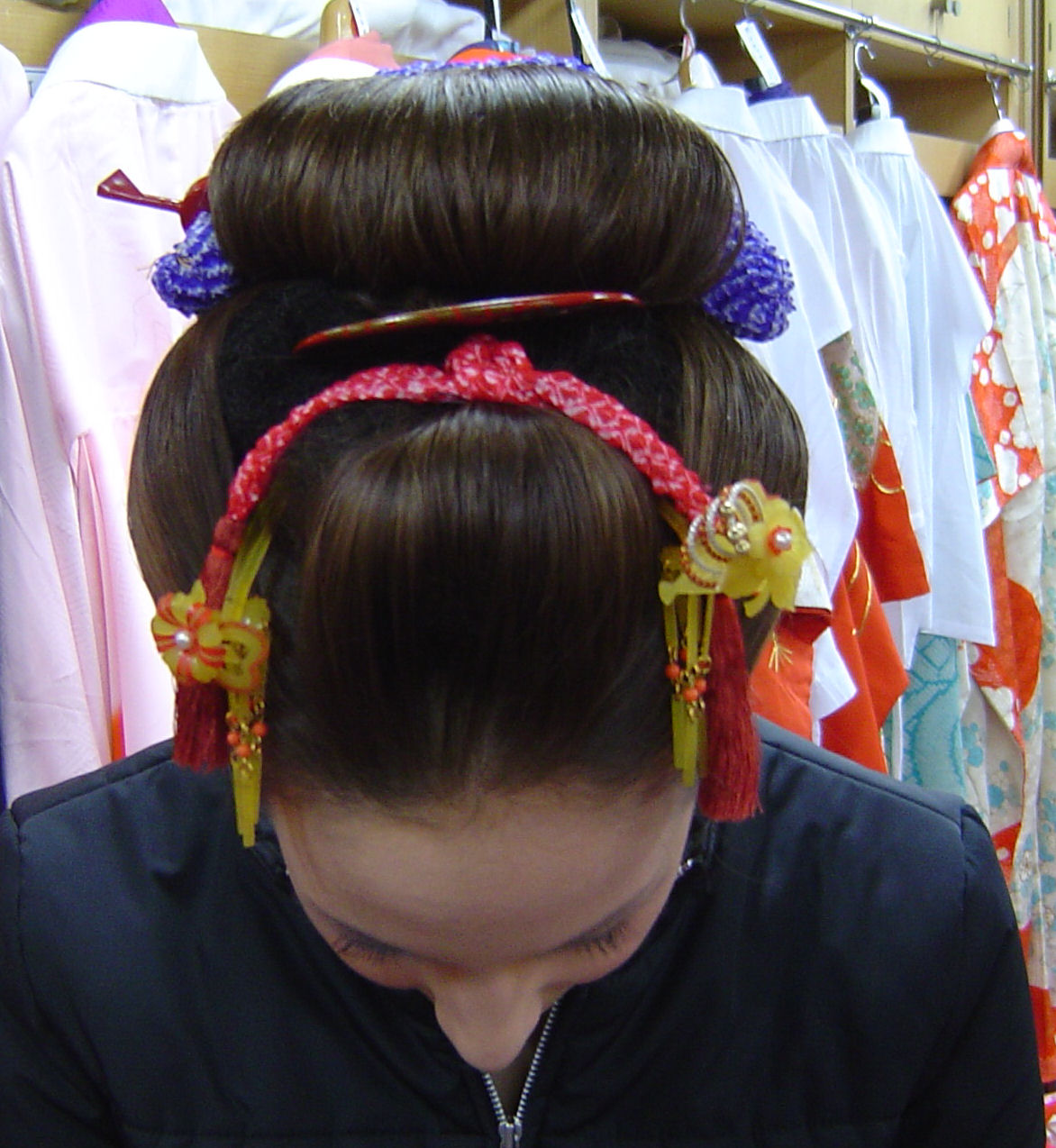
手絡使用例

## 手絡を用いる髪形
- お煙草盆：髷の間にかける。
- 桃割れ：髷の中に入れ込み下部を割って見せる。
- 唐人髷：髷の中に入れ込み上下を割ってみせる。
- 割れしのぶ：髷の中に入れ込み上下を割ってみせる。手絡を固定するため鹿の子留めと呼ばれる特殊な簪を使う。
- 結綿：島田髷の折り返し部分を手絡で結んだもの。手絡を使わない場合は呼び名が違う。
- 布天神：髷の外側に上下にかける、手絡がない場合は天神髷と呼んで区別する。
- 割り鹿の子：髪を止める笄の下をくぐらせるようにして結ぶ。
- 三輪髷・長船：ほぼ同型の髷だが結う身分が違うため、前者では縮緬・後者では錦の手絡を用いることが多い。